# William Cazalet
William Marshall Cazalet (San Pietroburgo, 8 luglio 1865 – Tonbridge, 22 ottobre 1932) è stato un tennista britannico.
Ha partecipato alle Olimpiadi di Londra del 1908 nella specialità della pallacorda (o "jeu de paume"), perdendo negli ottavi di finale contro Vane Pennell.
Era cugino di Clement Cazalet, anche lui tennista di fama.